# Joseph-Cajétan Bérubé
Pour les articles homonymes, voir Bérubé.
Joseph-Cajétan Bérubé (6 août 1849 - 7 mars 1928) est un homme d'Église catholique québécois. Il fut ordonné le 29 mars 1879. Il fut notamment vicaire à L'Isle-Verte, missionnaire à Cloridorme, chapelain à Saint-Basile-de-Madawaska au Nouveau-Brunswick. Il fut curé pour les paroisses de Notre-Dame de l'Île Verte, d'Amqui, de Saint-Joseph-de-Lepage, de Saint-Honoré et de Saint-Damase. Il fut curé de cette dernière paroisse de 1901 à 1906 où il forma une génération de chantres. En 1906, il fut nommé à la cure de Sainte-Flavie où il demeura jusqu'à sa retraite en 1908. En 1909, il prit résidence à l'Anse-aux-Gascons où il passa la majeure partie de sa vieillesse entre ses séjours à Tracadie au Nouveau-Brunswick, à Saratoga dans l'État de New York et à Mont-Joli au Québec. En 1925, il dut être admis à l'hôpital de Chandler pour des raisons de santé,. Il y meurt le 7 mars 1928 à l'âge de 78 ans. Il fut inhumé à l'Anse-aux-Gascons.

## Annexe